# Aroubi
Genres associés
Hawzi, Chaâbi 
Le aroubi (arabe : عروبي, ʿArūbi) est un genre musical populaire citadin algérien qui dérive de la musique arabo-andalouse d'Algérie.

## Étymologie
Le terme aroubi, renvoie au sens littéral à un produit extra-muros, mais aussi dans le sens imagé, car il sort de l'enclos de la musique sanâa, comme sont appelés les gens habitant en dehors de la cité.

## Un genre citadin populaire
Le aroubi est un genre de musique traditionnelle algérienne. Les villes traditionnelles cultivent en outre de la musique arabo-andalouse, des répertoires populaires citadins,  elles comprennent en son sein plusieurs formes dont le aroubi, à l'instar du hawzi, mahjouz, hawfi et du chaâbi.
Présent à Tlemcen et Constantine, le aroubi a pour chaque centre une structure spécifique. C'est une œuvre hybride, sa composition poétique ressemble beaucoup au mouachah. Toutefois, le mode d'interprétation musicale interroge sur son appartenance à la nouba. Il demeure une pièce populaire qui combine de textes classiques et populaires, l'alternance de chaque cycle poétique avec les récitatifs donne une dimension démesurée au texte original. 
À Constantine, la partie réservée à l'improvisation est appelée aarubiyât qui est une forme chantée non mesurée aux couleurs des chants ruraux. Une pièce de aroubi compte souvent plusieurs modes et pour chaque mode correspond à une mélodie. Les poèmes sont de la forme couplet refrain. Dans l'école d'Alger, il se développe longtemps grâce à la classe paysanne aisée des alentours de la Mitidja.
Les initiateurs de ce genre musical se sont inspirés de la nouba arabo-andalouse et du hawzi. Le chaâbi est inspiré du style arabo-andalou joué à Alger : la sanâa  et le aroubi.

## Poésie

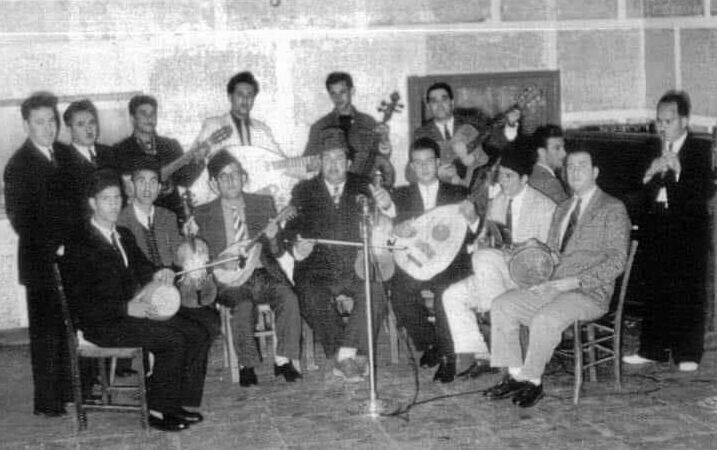
Orchestre du Cheikh Sadek El Béjaoui (au milieu).

Le aroubi a pour support les poésies du melhoun et du zadjal, une partie des textes écrits par des poètes tlemcéniens du hawzi sont chantés avec une consonance algéroise ou blidéenne dans ces deux villes. Le corpus de l'école d'Alger compte principiellement des poèmes du genre zadjal.
Certains  textes remontent aux poètes andalous tels que Ibn Choujaa, d'autres poèmes sont écrits par des imams et muftis d'Alger qui ont vécu au XIXe siècle à l'instar de Mustapha El Kebabti ou plus globalement des poètes des villes de la région : Alger, Blida et Miliana comme Mohamed Ben Chahed ou Benyoucef El Djazaïri. 
À Constantine, les textes qui font le genre abondent, ils usent d'un arabe dialectal de la ville ou du Sud algérien. De nombreux textes sont écrits par cheikh Ben Guenoun ou Mostefa Ben Brahim, qui sont chantés initialement dans le style bédoui.
Le culte de la femme occupe une place importante dans le répertoire à l'instar de la poésie andalou-maghrébine et arabe en général. Un grand nombre de poésies semblent porter une assonance libertine, mais en réalité elles font allusion à un symbolisme mystique.

## Rythmes et modes musicaux
Le aroubi utilise les tempos employés dans les mouvements musicaux du chant arabo-andalou comme celui du inqilab et du insiraf. Le genre à l'instar du hawzi utilise les mêmes modes musicaux (tubu') que la sanâa (d'Alger et de Tlemcen) dont il dérive et utilise des rythmes mawazin suivants :
- nasraf
- barwālī
- gubbahi
- naqlab

## Interprètes représentatifs
- Mahmoud Ould Sidi Saïd[12] (18.?-1932)
- Yamna Bent El Hadj El Mahdi (1859-1933)
- Larbi Bensari (1867-1964)
- Meriem Fekkaï (1889-1961)[15]
- Mahieddine Hadj Mahfoud[12] (1903-1979)
- Cheikh Sadek El Béjaoui (1907-1995)
- Dahmane Ben Achour (1912-1976)
- Fadhéla Dziria (1917-1970)
- Sid-Ahmed Serri (1926-2015)
- Nouri Kouffi (1954-)
- Beihdja Rahal (1962-)

## Festival
- Festival de la musique aroubi de Blida[9].

## Titres notables
- Dem'iî djara (« mes larmes ont coulé »), du poète andalou, Al-Mou'tamad Ibn Choujaâ[9]
- Nafar men haouite (« A fui celui que j'aime »), du poète andalou, Al-Mou'tamad Ibn Choujaâ[9]
- Men yebat ira'î lehbab (« celui qui languit à espérer les amis »), du mufti d'Alger, Mustapha El Kebabti (XIXe siècle)[9]
- Dheb djesmi (« mon corps s'est consumé »), du mufti d'Alger, Mohamed Benchahed (XIXe siècle)[9]
- Ya bnet el bahdja, de Ahmed Ben Triki, poète du hawzi[1]
- Sabâgh, poème en arabe dialectal du Constantinois où sont inclus quelques mots et expressions de l'arabe classique[7]
- Ya Echemaâ, chanson culte, très connue à l'échelle nationale, interprétée par Mahieddine Hadj Mahfoud[12]
- Kassat Bensoussan (« L'histoire de Bensoussan »), du juif oranais, Cheikh Zouzou[16].
- Serradj ya farès l'tame de Mestfa Ben Brahim[17]
- Dhalma de El-Habib Benguennoun[17]
- Bqay baslama de Youssef Bel Abbès[17].

## Exemple de textes
Ce poème d'El-Mourakouchi exprime que la combinaison de textes classiques et populaires a aussi une fonction pédagogique. Elle permet d'expliquer le classique par le populaire :
« Essabrû bih nertaja wa bîh nû'tanî

Wa bîhî taltahaq el qamar fi samah

Ana mûradi âla el mû'tanî

Nûwakil ûmûri lillah »
« La patience nous préoccupe et nous donne l'espoir,
C'est grâce à elle qu'on atteindra, les sommets comme la lune dans le ciel.

Moi, je veux (celle/celui) qui m'a séduit(e) et quitté(e),

Je laisse Dieu juger cet(te) injuste »